# Macraspis faurei
Macraspis faurei är en skalbaggsart som beskrevs av Soula 2006. Macraspis faurei ingår i släktet Macraspis och familjen Rutelidae. Inga underarter finns listade i Catalogue of Life.